# Јурцани
Јурцани (хрв. Jurcani, итал. Iursani) су насељено место у општини Свети Ловреч, Истарска жупанија, Хрватска.

## Историја
До територијалне реорганизације у Хрватској били су у саставу старе општине Пореч.

## Становништво
У попису становништва из 2011. године, Јурцани су имали 13 становника.
| Број становника према пописима | Број становника према пописима | Број становника према пописима | Број становника према пописима | Број становника према пописима | Број становника према пописима | Број становника према пописима | Број становника према пописима | Број становника према пописима | Број становника према пописима | Број становника према пописима | Број становника према пописима | Број становника према пописима | Број становника према пописима | Број становника према пописима | Број становника према пописима |
| ------------------------------ | ------------------------------ | ------------------------------ | ------------------------------ | ------------------------------ | ------------------------------ | ------------------------------ | ------------------------------ | ------------------------------ | ------------------------------ | ------------------------------ | ------------------------------ | ------------------------------ | ------------------------------ | ------------------------------ | ------------------------------ |
| 1857                           | 1869                           | 1880                           | 1890                           | 1900                           | 1910                           | 1921                           | 1931                           | 1948                           | 1953                           | 1961                           | 1971                           | 1981                           | 1991                           | 2001                           | 2011                           |
| 0                              | 0                              | 48                             | 72                             | 128                            | 72                             | 0                              | 0                              | 73                             | 52                             | 36                             | 24                             | 19                             | 14                             | 13                             | 13                             |

Напомена: Године 1857, 1869, 1921. и 1931. подаци су садржани у насељу Свети Ловреч Пазенатички. Године 1880, 1890. и 1910. исказивано као део насеља.